# Ягнешак, Милан
Милан Ягнешак (словац. Milan Jagnešák, 29 августа 1969, Рабча) — словацкий бобслеист, пилот, выступает за сборную Словакии с 1998 года. Участник четырёх зимних Олимпийских игр, неоднократный победитель национального первенства, участник многих чемпионатов мира, этапов Кубков мира и Европы.

## Биография
Милан Ягнешак родился 29 августа 1969 года в деревне Рабча, Жилинский край. Активно заниматься бобслеем начал в 1998 году, тогда же в качестве пилота прошёл отбор в национальную сборную и стал ездить на крупные международняе старты, порой показывая довольно неплохой результат. Благодаря череде удачных выступлений удостоился права защищать честь страны на зимних Олимпийских играх 2002 года в Солт-Лейк-Сити, где впоследствии финишировал тридцатым в зачёте двухместных экипажей и двадцать четвёртым в зачёте четырёхместных. В заездах Кубка мира участвовал с попеременным успехом, несколько раз попал в двадцатку сильнейших, но в основном был в тридцатке. В 2006 году съездил на Олимпиаду в Турин и выступил здесь значительно лучше предыдущего раза — двадцать пятое место в двойках и двадцатое в четвёрках.
Два последующих сезона из-за высокой конкуренции Ягнешак вынужден был проводить на менее значимых второстепенных соревнованиях вроде Кубка Европы, хотя был здесь весьма успешен, например, в январе 2008 года на этапе в немецком Винтерберге с четвёркой даже выиграл бронзовую медаль. В том же сезоне участвовал в заездах чемпионата мира в Альтенберге, финишировал двадцать третьим с двухместным экипажем и двадцать первым с четырёхместным. Далее спортсмен активно выступал на этапах Кубка Северной Америки, несколько раз останавливался в шаге от призовых позиций, но так и не смог завоевать здесь ни одной награды. В декабре 2009 года всё-таки выиграл бронзовую медаль на этапе американского кубка в Парк-Сити, приехав третьим в зачёте четвёрок, тогда как через неделю в канадском Калгари взял уже бронзу.
Оставаясь лидером словацкой бобслейной команды, к 2010 году Милан Ягнешак набрал достаточное количество рейтинговых очков и прошёл квалификацию на Олимпийские игры в Ванкувер — с двухместным экипажем в итоге закрыл двадцатку сильнейших, а с четырёхместным вынужден был отказаться от дальнейшего участия в соревнованиях уже после первой попытки. Несмотря на сорокалетний возраст, Ягнешак не покинул спорт и продолжил ездить на этапы мирового кубка. На чемпионате мира 2011 года в немецком Кёнигсзее занял с четвёркой двадцать седьмое место, год спустя на первенстве мира в американском Лейк-Плэсиде в той же дисциплине был дисквалифицирован после третьей попытки. В сезоне 2012/13 остаётся лидером сборной Словакии по бобслею, на чемпионате мира в швейцарском Санкт-Морице занял тридцатое место. В 2014 году Ягнешак побывал на Олимпийских играх в Сочи, где финишировал двадцать пятым в программе мужских четырёхместных экипажей.